# Deplasare (geometrie)

O reflexie translată este un tip de deplasare euclidiană

În geometrie, o deplasare este o izometrie a unui spațiu metric. De exemplu, un plan echipat cu metrica distanței euclidiene este un spațiu metric în care o aplicație care asociază figuri congruente este o deplasare. Mai general, termenul deplasare este un sinonim pentru izometria surjectivă în geometria metrică, inclusiv geometria eliptică și geometria hiperbolică. În acest din urmă caz, deplasarea hiperbolică oferă o abordare a subiectului pentru începători.
Deplasările pot fi împărțite în directe și indirecte. Deplasările directe („proprii” sau „rigide”) sunt deplasări precum translațiile și rotațiile care păstrează orientarea unei forme chirale. Mișcările indirecte („improprii”) sunt mișcări precum reflexiile, reflexiile translate și rotațiile improprii, care inversează orientarea unei forme chirale. Unii geometri definesc deplasarea ca fiind doar deplasări directe.

## În geometria diferențială
În geometria diferențială un difeomorfism este numit deplasare dacă induce o izometrie între spațiul tangent⁠(d) într-un punct la o varietate și spațiul tangent la imaginea acelui punct.

## Grupul deplasărilor
Pentru o geometrie, mulțimea deplasărilor formează un grup față de compunerea aplicațiilor⁠(d). Acest grup de deplasări este remarcabil prin proprietățile sale. De exemplu, grupul euclidian⁠(d) este remarcat pentru subgrupul normal⁠(d) de translații. În plan, o mișcare euclidiană directă este fie o translație, fie o rotație, în timp ce în spațiu fiecare deplasare euclidiană directă poate fi exprimată ca o deplasare elicoidala⁠(d) conform Teoremei lui Chasles. Când spațiul subiacent este o varietate riemanniană⁠(d), grupul de deplasări este un grup Lie. Mai mult, pentru fiecare pereche de puncte și fiecare izometrie varietatea are curbură constantă dacă și numai dacă există o deplasare care aplică un punct pe altul pentru care deplasarea induce izometria.
În relativitatea restrânsă ideea unui grup de deplasări a fost avansată ca deplasări lorentziene. De exemplu, ideile fundamentale au fost prezentate pentru un plan caracterizat prin forma pătratică {\displaystyle x^{2}-y^{2}}. Deplasările din spațiul Minkowski au fost descrise de Serghei Novikov în 2006:
Principiul fizic al vitezei constante a luminii este exprimat prin cerința ca schimbarea de la un sistem de referință inerțial la altul să fie determinată de o deplasare a spațiului Minkowski, adică de o transformare
{\displaystyle \phi :R^{1,3}\mapsto R^{1,3}}
care conservă intervalele din spațiu-timp. Aceasta înseamnă că
{\displaystyle \langle \phi (x)-\phi (y),\ \phi (x)-\phi (y)\rangle \ =\ \langle x-y,\ x-y\rangle }
pentru fiecare pereche de puncte x și y din R1,3.

## Istoric
O apreciere timpurie a rolului deplasărilor în geometrie a fost dată de Alhazen (965–1039). În lucrarea sa, Spațiul și natura sa, el folosește comparații ale dimensiunilor unui corp mobil pentru a cuantifica vidul spațiului imaginar.
În secolul al XIX-lea Felix Klein a devenit un susținător al teoriei grupurilor ca mijloc de a clasifica geometriile în funcție de „grupurile de deplasări”. El a propus utilizarea grupurilor de simetrii în Programul Erlangen⁠(d), o sugestie care a fost adoptată pe scară largă. El a observat că fiecare congruență euclidiană este o transformare afină⁠(d), iar fiecare dintre acestea este o transformare proiectivă⁠(d); prin urmare grupul de proiectivități conține grupul de transformări afine, care la rândul său conține grupul de congruențe euclidiene. Termenul deplasare pune mai mult accent pe adjectivele: proiectiv, afin, euclidian. Contextul a fost astfel extins atât de mult încât „În topologie deplasările permise sunt deformații inversabile continue care ar putea fi numite deplasări elastice”.
Știința cinematicii este dedicată modelării mișcării fizice în expresii de transformări matematice. Frecvent, transformarea poate fi scrisă folosind algebră vectorială și transformarea liniară. Un exemplu simplu este o rotație descrisă printr-o înmulțire de numere complexe: {\displaystyle z\mapsto \omega z\ } unde {\displaystyle \omega =\cos \theta +i\sin \theta ,\quad i^{2}=-1}. Rotația în spațiu este realizată prin folosirea cuaternionilor și a transformărilor Lorentz ale spațiu-timpului prin utilizarea bicuaternionilor⁠(d). La începutul secolului al XX-lea, au fost examinate sistemele numerelor hipercomplexe. Mai târziu grupurile lor de automorfisme au condus la grupuri excepționale, cum ar fi G2⁠(d).
În anii 1890 logicienii reduceau noțiunile primitive de geometrie sintetică la un minim absolut. Giuseppe Peano și Mario Pieri au folosit expresia deplasare pentru congruența perechilor de puncte. În raportul său la Congresul Internațional de Filosofie din 1900 Alessandro Padoa a anunțat reducerea noțiunilor primitive doar la punct și deplasare. La acest congres Peano l-a prezentat pe Bertrand Russell logicienilor Europeni. În cartea sa, Principles of Mathematics (1903), Russell a considerat o deplasare ca fiind o izometrie euclidiană care păstrează orientarea⁠(d).
În 1914, când a scris Elements of Non-Euclidean Geometry (în română Elemente de geometrie neeuclidiană), Duncan Sommerville a folosit ideea unei deplasări geometrice pentru a stabili ideea de distanță în geometria hiperbolică. El explica:
Prin deplasare în sens general nu se înțelege o schimbare de poziție a unui singur punct sau a unei figuri mărginite, ci o deplasare a întregului spațiu, sau, dacă avem de-a face doar cu două dimensiuni, a întregului plan. O deplasare este o transformare care schimbă fiecare punct P într-un alt punct P ′, astfel încât distanțele și unghiurile să rămână neschimbate.

## Axiomele deplasării
László Rédei a dat următoarele axiome ale deplasării:
1. Orice deplasare este o aplicație biunivocă spațiului R pe sine însuși, astfel încât fiecare trei puncte de pe o dreaptă să fie transformate în (trei) puncte de pe o dreaptă.
2. Transformarea identică a spațiului R este o deplasare.
3. Produsul a două deplasări este o deplasare.
4. Inversa unei deplasări este o deplasare.
5. Fiind date două plane A, A', două drepte g, g' și două puncte P, P' astfel că P este pe g, g este pe A, P' este pe g' iar g' este pe A', atunci există o deplasare care aplică A pe A', g pe g' și P pe P'
6. Fiind date un plan A, o dreaptă g și un punct P, astfel că P este pe g și g este pe A, atunci există patru deplasări care aplică A, g și P pe ei înșiși, și nu mai mult de două dintre aceste deplasări pot avea orice punct al lui g ca punct fix, în timp ce există una dintre ele (identitatea) pentru care fiecare punct a lui A este fix.
7. Există trei puncte A, B, P pe dreapta g astfel încât P este între A și B și pentru fiecare punct C (diferit de P) între A și B există un punct D între C și P pentru care nu există vreo deplasare cu P fix care să aplice C pe un punct situat între D și P.
Axiomele 2 la 4 implică faptul că deplasările formează un grup.
Axioma 5 determină ca o deplasare să transforme orice dreaptă tot într-o dreaptă.